# Ван Флит, Джо
Джо Ван Флит (англ. Jo Van Fleet, 30 декабря 1915 — 10 июня 1996) — американская театральная и киноактриса. Лауреат премии «Оскар» — пятая актриса в истории мирового кинематографа, получившая эту награду за дебютную роль второго плана.

## Биография
Джо Ван Флит родилась в Окленде, Калифорния. Свою актёрскую карьеру начала в 1946 году на Бродвее, где зарекомендовала себя как яркая драматическая актриса. В 1954 году она была удостоена премии «Тони» за роль в постановке «Поездка в Баунтифул», где она играла вместе с Лилиан Гиш и Эвой Мари Сейнт.
На театральной сцене её заметил режиссёр Элиа Казан, благодаря которому актриса попала в Голливуд. Её первая роль в кино была в 1955 году в фильме Казана «К востоку от рая», где она играла мать персонажа Джеймса Дина. Это её дебютная роль принесла ей премию «Оскар» как лучшей актрисе второго плана. В дальнейшем она снялась в таких фильмах, как «Татуированная роза» (1955), «Дикая река» (1960), «Жилец» (1976) и других.
В 1946 году Джо вышла замуж за Уилльяма Бейлса, от которого родила сына Майкла, и была с ним до его смерти в 1990 году. Актриса скончалась 10 июня 1996 года в Нью-Йорке в возрасте восьмидесяти лет. За свой вклад в киноискусство она удостоена звезды на голливудской «Аллее славы».

## Избранная фильмография
| Год       |    | Русское название            | Оригинальное название                 | Роль                      |
| --------- | -- | --------------------------- | ------------------------------------- | ------------------------- |
| 1955      | ф  | К востоку от рая            | East Of Eden                          | Кейт                      |
| 1955      | ф  | Татуированная роза          | The Rose Tattoo                       | Бесси                     |
| 1955      | ф  | Я буду плакать завтра       | I’ll Cry Tomorrow                     | Кэти Рот                  |
| 1955—1956 | с  | Телевизионный театр Крафта  | Kraft Television Theatre              | Ма                        |
| 1956—1961 | с  | Альфред Хичкок представляет | Alfred Hitchcock Presents             | разные персонажи          |
| 1957      | ф  | Этот жестокий век           | This Angry Age                        | мадам Дюфрен              |
| 1960      | ф  | Дикая река                  | Wild River                            | Элла Гарт                 |
| 1965      | тф | Золушка                     | Cinderella                            | Мачеха                    |
| 1967      | ф  | Хладнокровный Люк           | Cool Hand Luke                        | Арлетта                   |
| 1970—1971 | с  | Бонанза                     | Bonanza                               | Эллен Доббс / Эми Уайлдер |
| 1971      | ф  | Банда, не умевшая стрелять  | The Gang That Couldn’t Shoot Straight | Большая Мамочка           |
| 1976      | ф  | Жилец                       | Le Locataire                          | мадам Диос                |
| 1977      | с  | Женщина-полицейский         | Police Woman                          | Ирини Карабетас           |
| 1986      | ф  | Лови момент                 | Seize the Day                         | Mrs. Einhorn              |

## Награды и номинации
| Награда | Год  | Категория                                 | Название работы            | Результат |
| ------- | ---- | ----------------------------------------- | -------------------------- | --------- |
| Оскар   | 1956 | Лучшая женская роль второго плана         | К востоку от рая           | Победа    |
| BAFTA   | 1956 | Самый многообещающий новичок              | К востоку от рая           | Номинация |
| Тони    | 1954 | Лучшая женская роль второго плана в пьесе | Поездка в Баунтифул        | Победа    |
| Тони    | 1958 | Лучшая женская роль в пьесе               | Взгляни на дом свой, ангел | Номинация |